# 미나미큐슈시
미나미큐슈시(일본어: 南九州市)는 일본 가고시마현의 사쓰마반도 남부에 있는 시이다.

## 지리
사쓰마반도 남부에 위치하고 가고시마시 시가지에서 남쪽으로 약 36km 거리에 위치한다. 남쪽은 동중국해와 접한다.

### 인접한 자치체
- 가고시마시
- 마쿠라자키시
- 이부스키시
- 미나미사쓰마시

## 역사
- 2007년 12월 1일 - 가와나베정·지란정·에이정이 합병해 미나미큐슈시가 성립하였다.

## 교통

### 철도
- 규슈 여객철도 이부스키마쿠라자키선
  - 에이역 - 니시에이역 - 고료역 - 이시카키역 - 미즈나리카와역 - 에이오카와역 - 마쓰가우라역 - 사쓰마시오야역

### 도로
- 국도 225호선
- 국도 226호선